# Alleucosma oremansi
Alleucosma oremansi är en skalbaggsart som beskrevs av Franz Antoine 2009. Alleucosma oremansi ingår i släktet Alleucosma och familjen Cetoniidae. Inga underarter finns listade i Catalogue of Life.